# 真島大輔
真島 大輔（ましま だいすけ、1983年7月8日 - ）は、地方競馬の大井競馬場所属の調教師、元騎手（東京都騎手会所属）である。地方競馬教養センター騎手課程第74期生。弟弟子は石川駿介。
父は佐賀競馬場のかつての名騎手で今は調教師である真島元徳、弟・真島二也も佐賀競馬場所属の調教師、叔父は佐賀競馬場の元騎手で調教師でもある真島正徳、叔母（正徳の姉）は元競艇選手の川口みゆきである。

## 来歴
2001年9月29日付けで地方競馬騎手免許を取得。同年10月にデビューして騎乗機会も多く与えられたものの、初勝利は同年の年末開催までずれ込んだ。翌2002年には早くも32勝を挙げ、期待の新人として注目を集めたものの、2003年は減量に苦しみわずか7勝にとどまった。これを克服し2005年は40勝・2006年は63勝と勝ち星を伸ばし、トゥインクルレディー賞でアウスレーゼに騎乗し重賞初制覇。さらに続くTCKディスタフも制覇して重賞2勝を挙げる。
2007年4月28日、東京競馬場2Rで中央初騎乗（4着）。同日の青葉賞で中央重賞初騎乗（14着）。
2008年には年間120勝を挙げ、デスモゾームでマイルグランプリを勝つなど大活躍し、川崎競馬場所属の町田直希、山崎誠士らとともに、期待の若手として注目されている。
2012年5月7日より中村譲厩舎から東京都騎手会に所属が変更になり、大井の初の騎手会所属騎手となる。
2017年11月3日に大井競馬場で行われたJBCレディスクラシックをララベルで制した。真島自身は交流重賞初勝利をJpnIで果たすと同時に、同競走の地方所属馬による初優勝となった。
2023年3月17日、NARの新規調教師免許試験に合格し、同年4月1日より調教師免許が発効されるため、同年3月31日をもって騎手を引退した。
2024年4月1日付けで、小林分場で厩舎を開業した。

## 経歴
- 2001年10月29日　初騎乗（オルトカナチャンに騎乗し4着）
- 2001年12月27日　初勝利（モダンナシャイン[注 1]）
- 2002年10月15日　高知競馬場で行われた全日本新人王争覇戦に騎乗し、2着。
- 2006年9月14日　トゥインクルレディー賞でアウスレーゼに騎乗し重賞初制覇。
- 2008年5月22日　川崎競馬場第10競走でトゥルーヴァラーに騎乗し、勝利。300勝達成。
- 2008年8月24日　佐賀競馬場で行われた里帰りジョッキーズカップに参戦。テンザンエリシオで勝利を挙げる。
- 2017年11月3日　JBCレディスクラシックをララベルで制し、交流重賞初勝利をJpnI競走で挙げるとともに、同競走の地方馬による初優勝を果たす。

## 主な騎乗馬
- アウスレーゼ（トゥインクルレディー賞、TCKディスタフ）
- デスモゾーム（マイルグランプリ）
- スリーセブンスピン（船橋記念）
- ショウリダバンザイ（桜花賞 (浦和競馬)）
- スーパーパワー（勝島王冠、金盃）
- ピエールタイガー（マイルグランプリ）
- ミヤサンキューティ（優駿スプリント、東京シンデレラマイル）
- ララベル（東京2歳優駿牝馬、桜花賞 (浦和競馬)、JBCレディスクラシック）
- ユーロビート（東京記念）
- ノンコノユメ（サンタアニタトロフィー）
- モジアナフレイバー（川崎マイラーズ）
- カプリフレイバー（川崎スパーキングスプリント）
- ミヤギザオウ（羽田盃）

太字はGI(JpnI)競走